# دوپارکه، کبک
دوپارکه (به فرانسوی: Duparquet) شهرکی در منطقه شهری آبیتیبی-وست ناحیه آبیتیبی-تمیسکامنگ در استان کبک کانادا است. در سرشماری سال ۲۰۱۱ این شهرک ۶۵۰ نفر جمعیت داشته‌است و مساحت آن ۱۵۷٫۴ کیلومتر مربع است.